# 신현숙 (배우)
신현숙(1975년 ~ )은 대한민국의 배우이다. 1997년 SBS 서울방송 7기 공채 탤런트로 정식 데뷔하였다.

## 출연작

### TV 드라마
- 1997년 SBS 드라마스페셜 《형제의 강》
- 1997년 SBS 주간시트콤 《LA아리랑》
- 1997년 SBS 월화드라마 《여자》
- 1997년 SBS 드라마스페셜 《모델》
- 1997년 SBS 주말특별기획드라마 《아름다운 그녀》
- 1997년 SBS 일일연속극 《지평선 너머》
- 1998년 SBS 일일연속극 《서울 탱고》
- 1998년 SBS 주말극장 《사랑해 사랑해》
- 1998년 SBS 드라마스페셜 《미스터Q》
- 1998년 SBS 일일연속극 《7인의 신부》
- 1998년 SBS 일일연속극 《미우나 고우나》
- 1999년 SBS 아침연속극 《지금은 사랑할 때》
- 1999년 SBS 일요드라마 《카이스트》
- 1999년 SBS 주말극장 《젊은 태양》
- 1999년 SBS 일일연속극 《약속》
- 1999년 SBS 드라마스페셜 《토마토》
- 1999년 SBS 아침연속극 《그녀의 선택》
- 1999년 MBC 일일연속극 《날마다 행복해》